# Weyarn
Weyarn er en kommune i Landkreis Miesbach i Regierungsbezirk Oberbayern i den tyske delstat Bayern.

## Geografi
Weyarn ligger ovenfor dalen til floden Mangfall tæt ved Alpernes nordlige udkant.

### Trafik
Den ligger tæt ved Bundesautobahn 8 omkring 38 km sydøst for delstatshovedstaden München, 9 km fra både Holzkirchen og Miesbach, 22 km fra Bad Aibling og 32 km fra Rosenheim. Der var tidligere en jernbanestation i landsbyen Thalham, men den er nu nedlagt, så nu er nærmeste station i Darching 3 km væk, hvor Bayerische Oberlandbahn kører timedrift på strækningen München – Holzkirchen – Bayrischzell.

### Inddeling
I kommunen ligger ud over Weyarn disse landsbyer:
- Großseeham (Seehamer See)
- Stürzlham
- Neukirchen
- Kleinpienzenau
- Großpienzenau
- Wattersdorf
- Fentbach
- Standkirchen
- Kleinhöhenkirchen
- Gotzing
- Talham
- Reintal
- Bruck
- Kleinseeham
- Holzolling
- Seiding
- Goldenes Tal